# Miles Davis Plays the Compositions of Al Cohn
Miles Davis Plays the Compositions of Al Cohn è un album di Miles Davis pubblicato dalla Prestige Records nel 1953.

## Il disco
Realizzato come LP a 10 pollici, non è stato mai ristampato nel formato più grande o su CD. I brani furono insclusi dalla Prestige nell'album a 12 pollici Miles Davis and Horns nel 1956 e in successive raccolte.
La seduta di registrazione del 19 febbraio 1953 fu organizzata dal proprietario e produttore della Prestige Bob Weinstock con l'intenzione di rilanciare Miles Davis che, alle prese con gravi problemi di dipendenza dalla droga, da oltre un anno non incideva nulla per la sua label. Il trobettista aveva inciso solo alcuni brani per la Blue Note Records l'anno prima e da molti mesi sembrava aver abbandonato una regolare attività musicale faticando anche atrovare ingaggi nei club.
L'idea di fare un disco di composizioni del sassofonista bianco Al Cohn non piacque particolarmente a Davis che comunque accettò solo per poter raggranellare qualche dollaro. Wienstock inoltre volle mettere in piedi una formazione affidabile, escludendo musicisti troppo coinvolti con problemi di tossicodipendenza. Oltre a John Lewis e ai veterani del bebop Kenny Clarke e Leonard Gaskin, la formazione comprendeva due sassofonisti bianchi, Zoot Sims e lo stesso Al Cohn. I due avevano entrambi fatto parte dell'orchestra di Woody Herman nella celebre sezione di fiati nota come Four Brothers (Cohn era entrato nella seconda incarnazione dell'orchestra nota come "Secondo gregge").
I quattro pezzi registrati furono eseguiti con l'arrangiamento dello stesso Cohn, ma con il contributo di John Lewis. Si tratta comunque di brani quasi esclusivamente orchestrali eseguiti in modo preciso e meticoloso, ma molto lontani sia dal bebop che dalle tendenze hard che si stavano iniziando a sviluppare all'epoca e nei quali Miles Davis intervenne con poca ispirazione.

## Tracce
Lato A
1. Tasty Pudding - (Al Cohn) - 3:20
2. Floppy - (Al Cohn) - 5:52

Lato B
1. Willie the Wailer - (Al Cohn) - 4:26
2. For Adults Only - (Al Cohn) - 5:33

## Formazione
- Miles Davis - tromba
- Sonny Truitt - trombone
- Al Cohn - sassofono tenore
- Zoot Sims - sassofono tenore
- John Lewis - pianoforte
- Leonard Gaskin - contrabbasso
- Kenny Clarke - batteria

## Edizioni
- 1953 – LP 10", Prestige Records PRLP 154

### Singoli
- 1953 – Miles Davis, Tasty Pudding, Pt. 1 & 2, 78gg, Prestige Records PR 884